# Exact Software

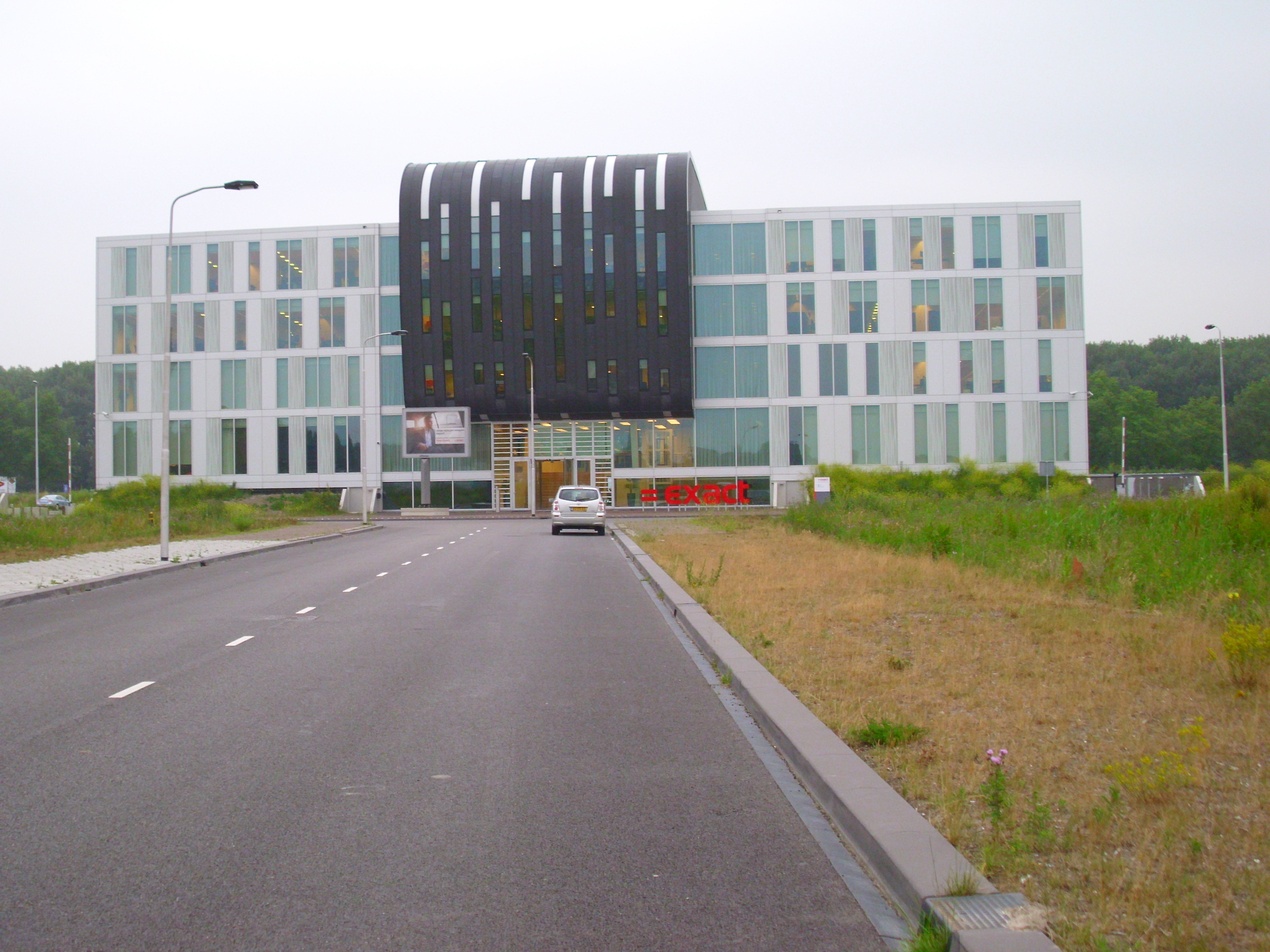
Oficinas de Exact Software

Exact Software es una de las principales compañías europeas proveedoras de soluciones para la gestión financiera, ERP, CRM, RR.HH. y e-business, fue fundada en Delft, Holanda en 1984. 
Actualmente, está presente en 60 países y cuenta con 180.000 clientes en todo el mundo (Europa, Oriente Medio, América, África, Asia y Australia). Con una plantilla de más de 3000 empleados y colaboradores, Exact Holding N.V está localizada en Delft, Holanda, y cotiza en bolsa (EXACT) en la Euronext de Ámsterdam desde junio de 1999.

## Posicionamiento
Los productos de Exact Software se dirigen al segmento medio del mercado. 

## Tecnología
El software utiliza la arquitectura de base de datos "One-X" y el acceso al mismo se realiza mediante una aplicación de escritorio.

## Productos
Exact Synergy
Solución e-business de gestión empresarial integrada con ERP de back office que permite mejorar la eficiencia global integrando la cadena de valor de la empresa (empleados, clientes, distribuidores, proveedores, etc).
Exact Globe
Solución que cubre todas las funcionalidades en las áreas de contabilidad, distribución, logística, servicios, RR.HH., Nóminas, Proyectos, Fabricación, etc.
Exact Dimoni
Solución financiera, comercial e industrial extremadamente potente, ágil y sencilla, con todas las ventajas de los programas estándar y sin renunciar a los procedimientos e informes particularizados.

## Patrocinios
- Equipo Exact-MAN del Rally Dakar.
- Equipo de Fórmula 1 Spyker F1.
- Equipo de MotoGP Arie Molenaar Racing.
- Equipo de Fútbol Sevilla F. C.

- Datos: Q652369
- Multimedia: Exact / Q652369